# Municipio de Denbigh
El municipio de Denbigh (en inglés: Denbigh Township) es un municipio ubicado en el condado de McHenry en el estado estadounidense de Dakota del Norte. En el año 2010 tenía una población de 83 habitantes y una densidad poblacional de 0,88 personas por km².

## Geografía
El municipio de Denbigh se encuentra ubicado en las coordenadas 48°20′23″N 100°32′27″O / 48.33972, -100.54083. Según la Oficina del Censo de los Estados Unidos, el municipio tiene una superficie total de 94.46 km², de la cual 93,56 km² corresponden a tierra firme y (0,95 %) 0,9 km² es agua.

## Demografía
Según el censo de 2010, había 83 personas residiendo en el municipio de Denbigh. La densidad de población era de 0,88 hab./km². De los 83 habitantes, el municipio de Denbigh estaba compuesto por el 90,36 % blancos, el 9,64 % eran de otras razas. Del total de la población el 9,64 % eran hispanos o latinos de cualquier raza.